# Black Hole (ストレイテナーの曲)
『Black Hole』（ブラックホール）は、ストレイテナーの配信限定シングル。2008年10月1日に配信が開始された
。

## 解説
前作『TRAIN』から約1年8か月ぶりにリリースされた、ストレイテナーとしては初の配信限定シングルであり、
ギタリストの大山純が新メンバーとして加入後、ストレイテナー新体制第1弾となるシングルである。なお、この楽曲は全英語歌詞となっている
。

## 収録曲
1. Black Hole
作詞・作曲:ホリエアツシ